# André Heller
André Heller (ur. 17 grudnia 1975 w Novo Hamburgo/São Leopoldo) – brazylijski siatkarz, grający na pozycji środkowego. Wielokrotny reprezentant Brazylii. W 2004 roku w Atenach zdobył złoty medal olimpijski. W 2008 roku w Pekinie zdobył srebrny olimpijski.

## Sukcesy klubowe
Mistrzostwo Brazylii:
- 1995, 1998, 1999, 2000, 2004
- 2003, 2009
- 1996, 2001, 2002, 2014

Puchar Challenge:
- 2008

## Sukcesy reprezentacyjne
Mistrzostwa Ameryki Południowej Kadetów:
- 1994

Mistrzostwa Ameryki Południowej Juniorów:
- 1994

Puchar Ameryki:
- 1998, 1999
- 2000, 2005

Igrzyska Panamerykańskie:
- 2007
- 1999
- 2003

Mistrzostwa Ameryki Południowej:
- 1999, 2003, 2005, 2007

Liga Światowa:
- 2001, 2003, 2004, 2005, 2006, 2007
- 2002
- 1999, 2000

Puchar Wielkich Mistrzów:
- 2005
- 2001

Puchar Świata:
- 2003, 2007

Igrzyska Olimpijskie:
- 2004
- 2008

Mistrzostwa Świata:
- 2006

## Nagrody indywidualne
- 2008: Najlepszy blokujący turnieju finałowego Pucharu Challenge